# اریک استروبل
اریک استروبل (انگلیسی: Eric Strobel؛ زادهٔ ۵ ژوئن ۱۹۵۸) بازیکن هاکی روی یخ اهل ایالات متحده آمریکا بود.